# Parcs nationaux du Costa Rica

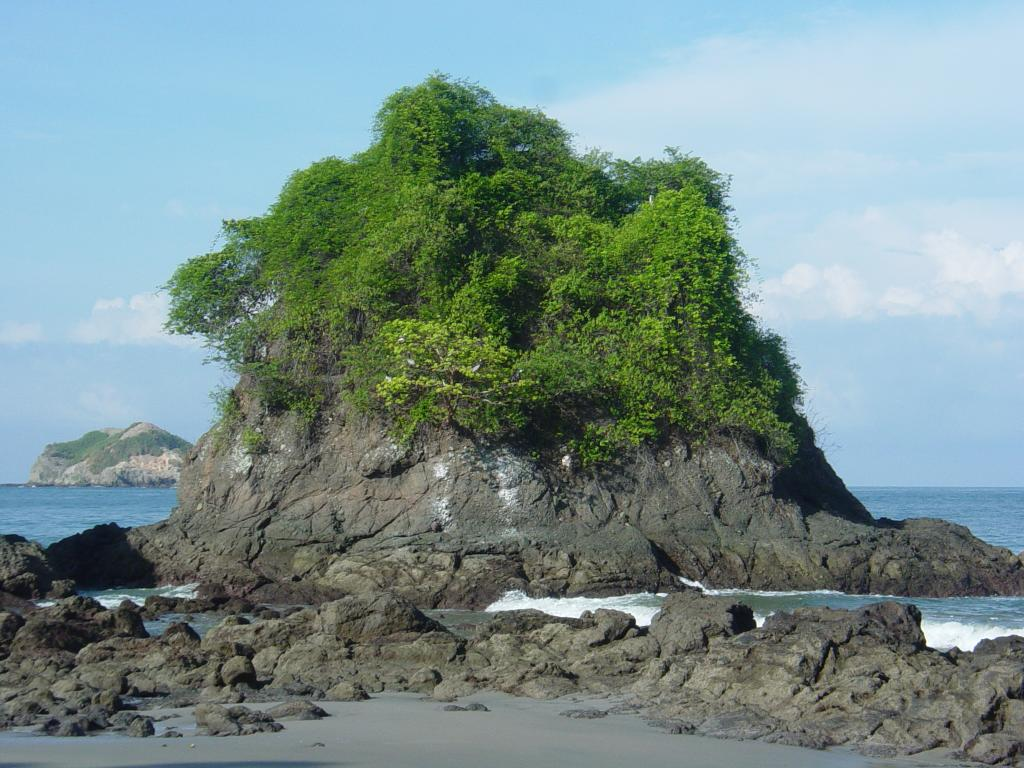
Parc naturel Manuel Antonio

Le Costa Rica compte 27 parcs nationaux, gérés par le SINAC (acronyme espagnol de « Sistema Nacional de Areas de Conservacion »), un département du ministère de l'Environnement et de l'Énergie du Costa Rica. Le pays a créé son premier parc national, le parc national du Volcán Irazú en 1955.
La cordillère de Talamanca abrite une somme impressionnante de parcs nationaux et autres aires protégées, dont le parc international La Amistad, créé conjointement par le Costa Rica et le Panamá. Ce parc est le plus grand du pays, avec 1 991 km2, contre seulement 16 km2 pour le plus petit, le parc national Manuel Antonio.

## Liste des parcs nationaux du Costa Rica
- Parc faisant partie du patrimoine mondial de l'Unesco
- Parc faisant partie des réserves de biosphère

| Image | Parc national             | Création | Superficie km2 | Zone de conservation           |
| ----- | ------------------------- | -------- | -------------- | ------------------------------ |
|       | Barra Honda               | 1974     | 22,97          | Tempisque                      |
|       | Cahuita                   | 1978     | 11,06          | Amitié des Caraïbes            |
|       | Barbilla                  | 1974     | 119,44         |                                |
|       | Braulio Carrillo          | 1978     | 475,87         | Cordillère volcanique centrale |
|       | Carara                    | 1978     | 52,42          | Pacifique central              |
|       | Chirripó                  | 1975     | 508,49         | Amitié Pacifique               |
|       | Corcovado                 | 1975     | 424,69         | Osa                            |
|       | Guanacaste                | 1991     | 324,96         | Guanacaste                     |
|       | Juan Castro Blanco        | 1991     | 324,96         | Cordillère volcanique centrale |
|       | Île Cocos (Isla del Coco) | 1978     | 23,10          | Île Cocos                      |
|       | La Amistad                | 1982     | 1 991,47       | Amitié Pacifique               |
|       | La Cangreja               | 1987     | 18,62          | Pacifique central              |
|       | Les Quetzals              | 2006     | 50,21          | Pacifique central              |
|       | Marino Ballena            | 1992     | 55,74          | Osa                            |
|       | Las Baulas                | 1991     | 175,00         | Tempisque                      |
|       | Manuel Antonio            | 1972     | 569,83         | Pacifique central              |
|       | Palo Verde                | 1978     | 184,18         | Arenal-Tempisque               |
|       | Piedras Blancas           | 1991     | 140,19         | Osa                            |
|       | Rincón de la Vieja        | 1974     | 141,61         | Guanacaste                     |
|       | Santa Rosa                | 1966     | 386,74         | Guanacaste                     |
|       | Tapantí                   | 1982     | 583,23         | Amitié Pacifique               |
|       | Tortuguero                | 1975     | 311,87         | Tortuguero                     |
|       | Volcán Arenal             | 1991     | 121,24         | Arenal-Tempisque               |
|       | Volcán Irazú              | 1955     | 20,00          | Cordillère volcanique centrale |
|       | Volcán Poás               | 1970     | 65,06          | Cordillère volcanique centrale |
|       | Volcán Tenorio            | 1976     | 128,72         | Arenal-Tempisque               |
|       | Volcán Turrialba          | 1955     | 15,78          | Cordillère volcanique centrale |

## Les zones de conservation du Costa Rica

Localisation des zones de conservation du Costa Rica

Le SINAC, Système national de zones de conservation (Sistema Nacional de Áreas de Conservación), dépendance du MINAET (ministère de l'Environnement, de l'Énergie et des Télécommunications du Costa Rica), gère environ 160 zones protégées, dont 28 ont été désignées parcs nationaux. L'ensemble du territoire national costaricien est sous la juridiction de 11 grandes zones de conservation (Áreas de Conservación) créées en 1998:
- ACA-T : Arenal-Tempisque
- ACTo : Tortuguero
- ACT : Tempisque
- ACMIC : Île Cocos
- ACOSA : Osa
- ACG : Guanacaste
- ACCVC : Cordillère Volcanique Centrale
- ACOPAC : Pacifique Central
- ACA-HN : Huetar Nord ou ACAT : Arenal-Tempisque
- ACLA-P : Amitié Pacifique
- ACLA-C : Amitié de Caraïbes